# Bazilika Estrela
Bazilika Estrela (portugalsky Basílica da Estrela) neboli Královská bazilika a klášter Nejsvětějšího Srdce Páně (Real Basílica e Convento do Santíssimo Coração de Jesus) je katolický chrám a bývalý klášter karmelitánek v Lisabonu v Portugalsku. Obrovský kostel s kupolí stojí na vrcholu kopce na západ od centra města a je jednou z dominant čtvrti Lapa, jíž slouží jako farní kostel. Od roku 1907 je chráněn jako národní památka Portugalska.

## Historie
Ve druhé polovině 18. století se královský pár Marie I. a Petr III. zavázal, že postaví kostel, pokud budou mít syna, který by mohl zdědit trůn. Jejich přání bylo splněno a stavba chrámu začala v roce 1779. Chlapec, pokřtěný Josef po svém dědovi, však zemřel na neštovice dva roky před dokončením stavby, v roce 1790.
Projekt zpracovali architekti maferské školy. Bazilika da Estrela byla prvním kostelem na světě zasvěceným Nejsvětějšímu Srdci Ježíšovu na základě zjevení Krista svaté Markétě Marii z Alacoque.

## Popis

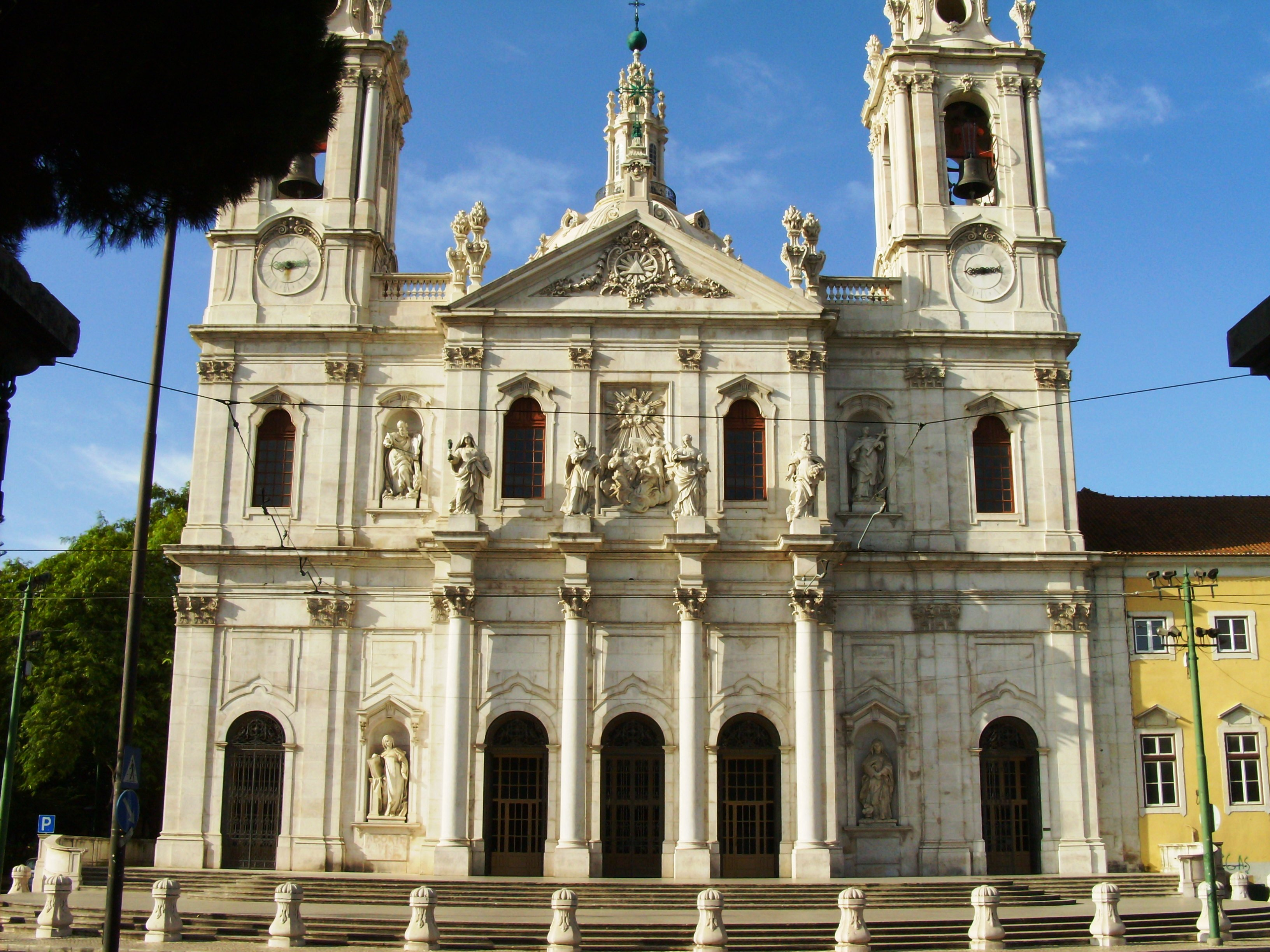
Fasáda

Chrám má rysy pozdního baroka a klasicistního stylu.
Fasádu lemují dvě věže a uprostřed ji zdobí reliéf představující Nejsvětější Srdce Ježíšovo se sochami světců (Elijáš, Terezie z Ávily, Jan od Kříže a Marie Magdalena de' Pazzi) a alegorických postav (Víra, Zbožnost, Vděčnost a Velkorysost) od Joaquima Machada de Castra a jeho žáků.
Rozlehlý interiér z šedého, růžového a žlutého mramoru je osvětlený otvory v kupoli a působí vážným dojmem. Zdobí ho několik obrazů od Pompea Batoniho. V pravé příčné lodi se nachází empírová hrobka Marie I., která zemřela v Brazílii. Královna Marie I. je jediným portugalským panovníkem z dynastie Braganzů (s výjimkou portugalského krále Petra IV., brazilského císaře, který je pohřben ve městě São Paulo), který není pohřben v rodové hrobce, ale v bazilice, kterou postavila. V nedaleké místnosti je zamčen mimořádný betlém od Machada de Castra, složený z více než 500 korkových a terakotových figurek.
Chrám má dvoje varhany: velké (datované 1789) i chórové varhany (1791) postavil varhanář António Xavier Machado e Cerveira. Varhany na kůru byly restaurovány v roce 1998. V roce 2009 při kostele vznikl hudební soubor Schola Cantorum z Basilica da Estrela (SCBE), jehož posláním je v Portugalsku znovu aktivovat provozování kvalitní liturgické hudby v tradici, která zde zanikla před dvěma stoletími a v ostatních evropských zemích je stále živá.

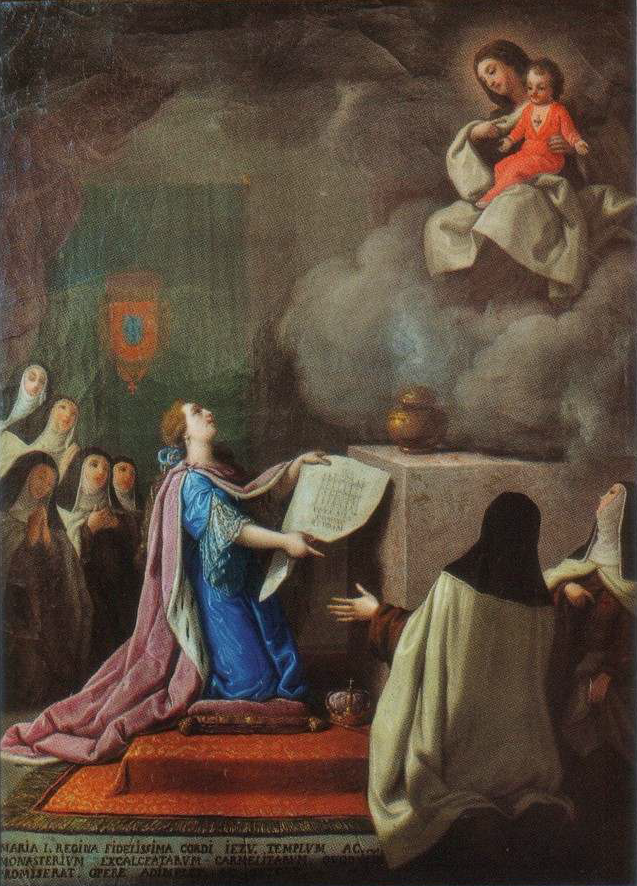
Joaquim Manuel da Rocha: Věnování baziliky Madoně Marií I. (asi 1778)